# Bloodrock ’N’ Roll
Bloodrock ’N’ Roll — сборник американской хард-рок-группы Bloodrock, изданный в июле 1975 года.
Сборник был выпущен уже после распада группы в 1974 году. Песни, включенные в сборник взяты из первых трех альбомов группы, которые были наиболее успешными, и на которых группа исполняла хард-рок, в отличие от поздних прогрессив-роковых альбомов.

## Список композиций
Песни написаны Джимом Ратледжом, Ли Пикенсом, Ником Тейлором, Стиви Хиллом, Эдом Гранди и Риком Коббом, если не указано иное.
| №                   | Название               | Автор(ы)                               | Альбом              | Длительность |
| ------------------- | ---------------------- | -------------------------------------- | ------------------- | ------------ |
| 1.                  | «D.O.A.»               |                                        | Bloodrock 2         | 8:26         |
| 2.                  | «Gotta Find a Way»     | Ратледж, Пикенс, Тейлор, Хилл, Гранди, | Bloodrock           | 6:32         |
| 3.                  | «Cheater»              |                                        | Bloodrock 2         | 6:48         |
| 4.                  | «Jessica»              | Джон Нитзингер                         | Bloodrock 3         | 4:40         |
| 5.                  | «Lucky in the Morning» | Нитзингер                              | Bloodrock 2         | 5:46         |
| 6.                  | «You Gotta Roll»       | Ратледж, Хилл, Нитзингер               | Bloodrock 3         | 5:05         |
| 7.                  | «Kool-Aid-Kids»        | Нитзингер                              | Bloodrock 3         | 6:12         |
| Общая длительность: | Общая длительность:    | Общая длительность:                    | Общая длительность: | 43:29        |

## Участники записи
- Джим Ратледж — вокал, ударные на «Gotta Find a Way»
- Ли Пикенс — соло-гитара
- Ник Тейлор — ритм-гитара, бэк-вокал
- Стиви Хилл — клавишные, бэк-вокал
- Эд Гранди — бас-гитара, бэк-вокал
- Рик Кобб — ударные, кроме «Gotta Find a Way»